# Паракимомен
Паракимо́мен (греч. παρακοιμώμενος, «тот, кто спит около [императорской спальни]», постельничий) — придворная должность в Византийской империи, обычно занимаемая евнухами. Многие из тех, кто занимал её в IX—X веках, исполняли обязанности главного министра. Эта должность была высшей среди тех, которые могли занимать евнухи.
Должность паракимомена не является очень древней. Согласно «Patria», обладателями сходных по значению должностей были при Константине Великом Ефратий, Хрисанфий при Феодосии II, Амантий при Анастасии I. В исторических хрониках они впервые появляются в «Хронографии» Феофана Исповедника, который упоминает о трёх «кубикулариях и паракамоменах».
По своей сути, эта должность могла быть доверена только лицу, пользующемуся полным доверием императора, особенно в условиях постоянных дворцовых интриг. При сильном императоре обязанности паракимомена не выходили за границы спальни, однако в случае «слабого» правителя паракимомен мог быть фактическим правителем империи, какими были Самона, Иосиф Брингас и Василий Лекапен при Льва VI, Константина VII, Романа II и другие.
Более того, паракимомен должен был защищать императора ночью, и поэтому имел право носить оружие. В ранний период эти обязанности выполнялись препозитом священной опочивальни, который должен был бодрствовать при императоре. Позднее, насколько можно судить по «О церемониях» Константина Багрянородного, препозит утратил эту функцию и отвечал только за дворцовые церемонии и передачу распоряжений императора.
Хотя в основном должность занималась евнухами, это не было строгим правилом. Титул присваивался простым приказом и снимался по воле императора. При этом, в отличие, например, от препозита, который, покидая свою должность, сохранял свой титул, паракимомен имел право только на то, чтобы именоваться «старым паракимоменом».
Обычно паракимомены получали титул патрикия и даже зачастую обладали им до получения этого звания. Иосиф Брингас, например, был уже патрикием, препозитом и парадинастом, прежде чем стать паракимоменом Романа II. Впрочем, паракимомен мог иметь только низший титул, как это было при императоре Феофиле, чей паракимомен Схоластик носил скромный титул остиария.
Паракимомен довольно быстро превзошёл по авторитету и рангу препозита и к XI веку унаследовал старые функции последнего. Известны случаи, когда паракимоменам поручали и командование вооружённым формированиями: так, например, в 1262 году паракимомен Иоанн Макринос был отправлен командовать войсками на Пелопоннес.